# هنری والاس
هنری والاس (انگلیسی: Henry A. Wallace؛ ۷ اکتبر ۱۸۸۸ – ۱۸ نوامبر ۱۹۶۵) یک سیاست‌مدار اهل ایالات متحده آمریکا بود. وی بین سال‌های ۱۹۴۱ تا ۱۹۴۵ عهده‌دار سمت معاون ریاست جمهوری آمریکا بوده‌است.

## کاوش‌های دینی و مناقشه رریخ

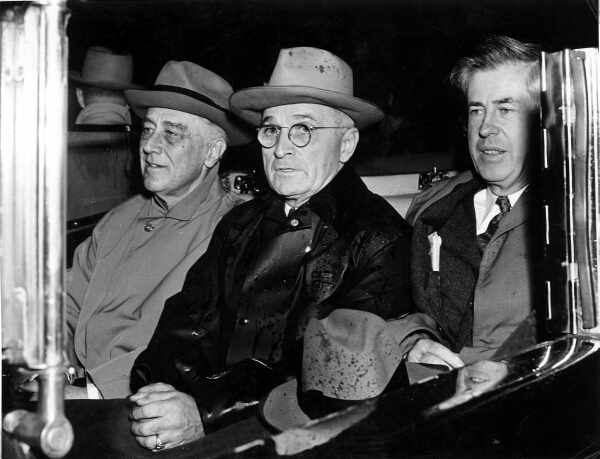
والاس، ترومن و روزولت

والاس کالونیست بزرگ شد ولی در طول حیات خود به دیگر آموزه‌های مذهبی علاقه نشان داد. او از سن پایین عمیقاً به دین علاقمند بود، و آثار نویسندگانی چون رالف والدو امرسون، رالف والدو ترینین, و ویلیام جیمز، که تنوع تجربه دینی اثر شدیدی بر والاس داشت را می‌خواند. او پس از مرگ پدربزرگش در سال ۱۹۱۶، کلیسای اسقفی را ترک کرد و به طرزی فزاینده به عرفان علاقمند شد. او بعدها گفت، «می‌دانم اغلب عرفانی خوانده می‌شوم، و در سال‌های پس از ترک کلیسای اسقفی احتمالاً یک صوفی عملی بودم… به نظرم به آن معنا صوفی بودم که جرج واشینگتن کارور بود - که به این باور داشت که خدا در همه چیز هست و در نتیجه، اگر به سوی خدا بروی، پاسخها را خواهی یافت.» والاس شروع کرد به‌طور مرتب در جلسات انجمن تئوسوفی همه خدایی باور شرکت کند و در سال ۱۹۲۵ به سازماندهی پریش دموین کلیسای لیبرال کاتولیک کمک کرد. والاس در سال ۱۹۳۰ کلیسای لیبرال کاتولیک را ترک کرد و به کلیسای اسقفی پیوست، ولی همچنان به گروه‌ها و افراد گوناگون صوفی علاقمند بود.
در اوایل دهه ۱۹۳۰، والاس شروع به نامه نگاری با نیکلای رریخ، از هنرمندان مهاجر روس، فعال صلح و معتقد به حکمت الهی کرد. رریخ با حمایت والاس به هدایت یک مأموریت فدرال منصوب شد تا علف‌های مقاوم در برابر قحطی را در بیابان گبی جمع‌آوری کند. نتیجه این سفر افتضاحی عمومی بود و رریخ در پی شروع تحقیقات مالیاتی خدمات درآمد داخلی به هند گریخت.
گزارش شده هنری والاس خود را غرق مزدیسنا و آیین بودایی کرد.